# Rebutia mudanensis

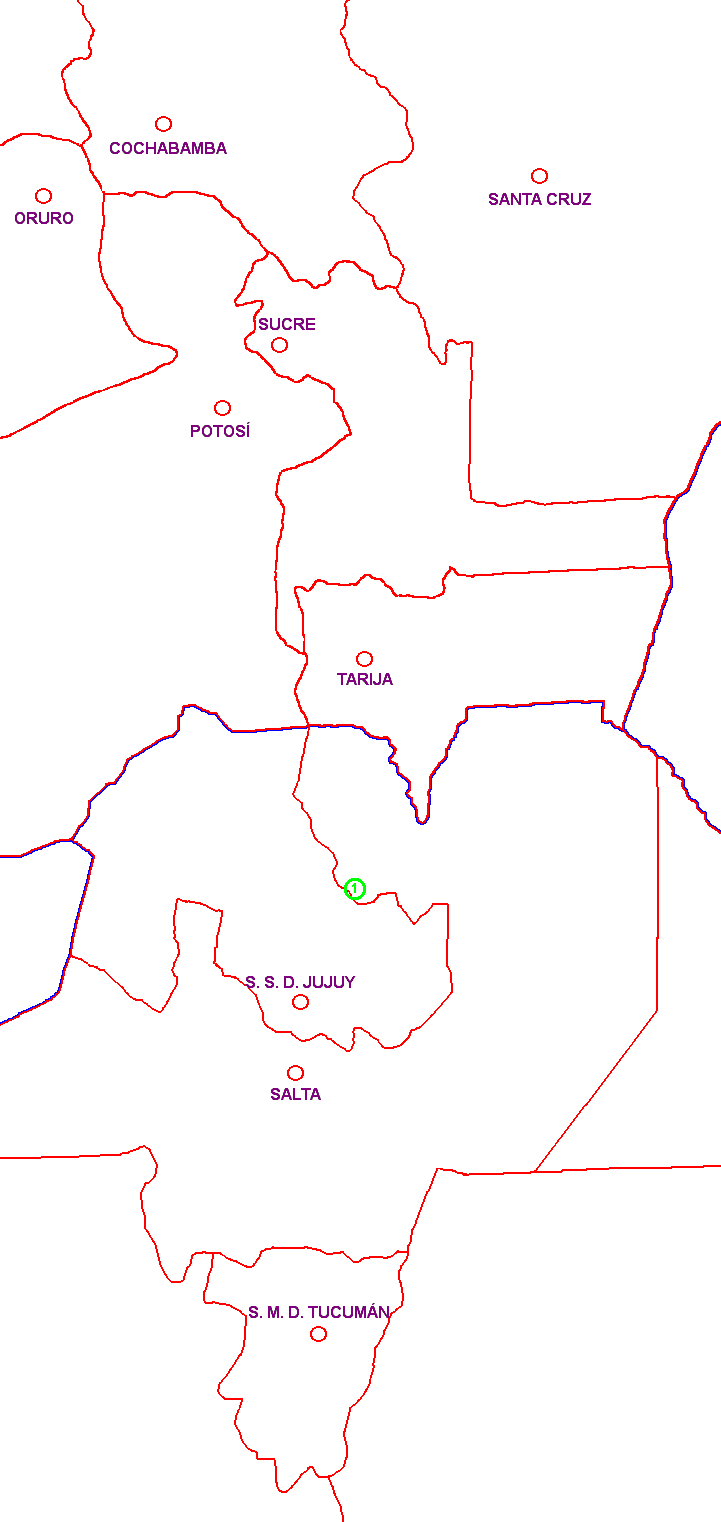
Mapa rozšíření R. mudanensis

Rebutia mudanensis je největší zástupce užšího příbuzenského okruhu kolem R. haagei s pěknými oranžovými květy. Jméno tohoto druhu je odvozeno od místa původu, nalezen byl v blízkosti Mudana (Argentina, provincie Salta).

## Rebutia mudanensisRausch
Rausch, Walter; Kakteen und andere Sukkulenten, 27: 169, 1976
Sekce Digitorebutia, řada Haagei
Synonyma: 
- Lobivia haagei (Frič et Schelle) Wessn. var. mudanensis (Rausch) Rausch, Lobivia 85, p. 57, 1987
- Rebutia pygmaea (R. E. Fries) Br. et R. var. mudanensis (Rausch) Lodé, Cact. Aventures, 16: 17, 1992
- Rebutia haagei Frič et Schelle subsp. mudanensis (Rausch) Mosti, Digitorebutia Buining & Donald (2), Cactus & Co., 1: 37, 2000

### Popis
Stonek jednotlivý, krátce válcovitý, asi 30 mm široký a 40 mm vysoký, s řepovitým kořenem, v kultuře poněkud větší, někdy trochu odnožující; pokožka našedle světle zelená, v brázdách s fialovými odstíny. Žeber 13 - 14, přímo dolů probíhající nebo jen málo stočené, rozložená do nízkých, plochých, asi 4 mm dlouhých a širokých hrbolů; areoly oválné, 2 mm dlouhé, slabě bíle až hnědě plstnaté, později holé. Okrajových trnů 12 - 13, přilehlé nebo jen málo odstávající, až 10 mm dlouhé, sklovitě bílé se světle hnědými špičkami; středový trn 0 - 1, poněkud silnější.
Květy postranní, až 45 mm dlouhé a široké; květní lůžko a trubka béžově růžové, s málo početnými, malými, jemnými, tmavě hnědými šupinami a bílými vlasy, jícen bělavě růžový; vnější okvětní lístky kopisťovité, ven vyhnuté, bělavě růžové s fialově růžovým středním proužkem, vně s olivově zeleným proužkem; vnitřní okvětní lístky kopisťovité, až 8 mm široké, zaokrouhlené, lososově růžové; nitky vznikající na celé stěně trubky, světle růžové, ke konci světlejší, prašníky světle žluté; čnělka asi 27 mm dlouhá, z toho asi na 15 mm stopkovitě srostlá s trubkou, nazelenale žlutá, blizna nazelenalá, ramen blizny 6, sevřená, 3 mm dlouhá. Plod kulovitý, 6 mm široký, hnědofialový, s úzkými nazelenale žlutými šupinami, bílými vlasy a štětinami, s tenkou slupkou, rozpadající se ve zralosti, dužina plodu bělavá. Semena hnědočerná, asi 1,1 mm dlouhá a 0,9 mm široká, testa zřetelně hrbolkovitá, skulptura semenné testy podobná R. haagei, jen poněkud výraznější.

### Variety a formy
Variety ani formy nebyly popsány, druh je známý z omezeného areálu, i rostliny ve sbírkách jsou velmi jednotné. Zřetelnější rozdíly lze pozorovat pouze v odstínu vybarvení okvětních lístků, což je ale hlavně důsledkem postupné změny zbarvení v průběhu kvetení. Při prvním otevření jsou květy zřetelně tmavší a více lososově zbarvené, později barva bledne a posouvá se více ke žluté. Kromě typového sběru WR 689, podle kterého byl druh popsán, snad tento taxon nebyl jinými sběrateli nalezen.

### Výskyt a rozšíření
Typový sběr R. mudanensis WR 689 pochází od Mudana v blízkosti Santa Ana (Argentina, provincie Salta), výskyt je omezen na Cerro Mudana v nadmořské výšce 3500 - 4300 m.